# Mendizábal (episodio nacional)
Mendizábal es el vigésimo segundo de los Episodios Nacionales del escritor español Benito Pérez Galdós, segundo de la tercera serie iniciada en 1898. Toma su título del nombre del político progresista Juan de Dios Álvarez Mendizábal, presidente del Consejo de Ministros en España, entre 1835 y 1836. La novela tiene como fondo el controvertido periodo de la Desamortización puesta en práctica por el gobierno Mendizábal y que supuso la continuidad en la expropiación y subasta pública de las cuantiosas propiedades y bienes que en España poseían las «manos muertas», empresa interrumpida por Fernando VII, tras haber sido iniciada con la denominada «Desamortización de Godoy» (1798) y un modesto antecedente en el reinado de Carlos III de España. El proceso tendría continuidad a lo largo del siglo en las desamortizaciones de Espartero y Madoz.
El manuscrito fue escrito entre los meses de agosto y septiembre de 1898, en su mansión santanderina y trabajando con su ya importante biblioteca histórica.
La envoltura literaria de la trama viene en este episodio protagonizada por el joven romántico Fernando Calpena, acompañado por un elenco de singulares secundarios entre los que destaca su amigo Pedro Hillo, clérigo ilustrado, y Aura, una mujer libre e inteligente, un personaje femenino digno de Tolstói. 
De entre los muchos pasajes que ofrece la novela, destaca el encuentro entre el protagonista y el ministro Mendizábal:

Grande fue la emoción del joven al atravesar el pasillo, al levantar la cortina y ver el hueco de la estancia... a Mendizábal no le veía. Quedose en la puerta hasta oír la palabra adelante, dicha con enérgica entonación. Estaba el grande hombre sentado, y se inclinaba para sacar papeles de la gaveta más baja de su mesa ministerial. Al incorporarse, presentó a la admiración y al respeto de Calpena su hermoso busto, el rostro grave de correctísimas facciones, el rizado cabello, las patillas tan bien encajadas en los cuellos blancos, y estos en el lioso tafetán de la negra corbata reluciente, las altas solapas de la levita, y por fin, al ponerse en pie, esta en toda su longitud, ceñida y al propio tiempo holgada.

Calpena permaneció inmóvil y mudo, estatua de la cortedad respetuosa. Mendizábal le miró... En la extrañísima situación de espíritu en que el buen chico se encontraba hubo de creer que su jefe le miraba con picardía. Pero es casi seguro que era pura aprensión; al menos, así lo creyó después. Contra lo que pensaba, ni le preguntó el Ministro su nombre, sin duda porque lo sabía, ni sostuvo con él diálogo de introducción. Entre personaje tan elevado y un pobre subalterno de ínfima categoría, no podían mediar más palabras que las naturales entre el señor y el criado que le sirve. Estas fueron corteses, ceñidas al asunto, y sin fraseología ociosa: «Tiene usted hermosa letra, y buen criterio para contestar por sí mismo las cartas, con una simple indicación mía».

El joven se inclinó. Cuando D. Juan de Dios avanzó hacia él, ostentando la gallardía total de su persona, su alta estatura, Calpena, que ya había admirado el busto, admiró también el pantalón, de corte perfecto, como de sastrería londonense [sic], y el pie pequeño, calzado con zapato bajo sujeto en el empeine con un lazo de cintas negras.
Capítulo XII, (Galdós, 1898)